# بودیسم
بوداگرایی، آیین بودایی یا بودیسم (به فرانسوی: bouddhisme، بودیسْم) (به هندی: बुद्ध धर्म، بودادارْم) یکی از کهن‌ترین ادیان جهان به شمار می‌رود که بیش از دو هزار و پانصد سال پیش در هندوستان شکل گرفت. این دین بر آموزه‌های سیدارتا گوتاما بنیان نهاده شده که به بودا شهرت یافت.

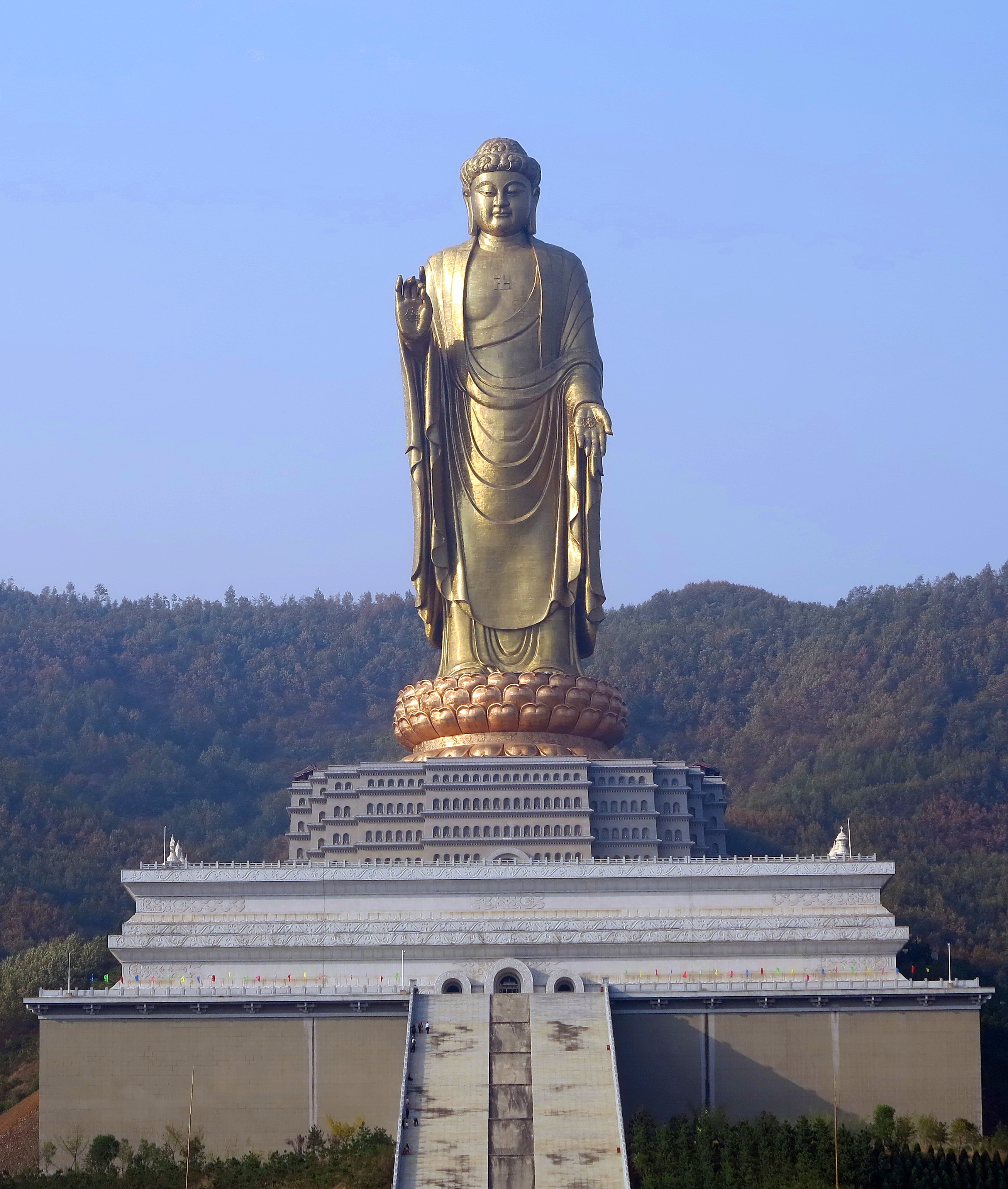
بلندترین مجسمه بودا در جهان، موسوم به مجسمه بزرگ بودای دشت مرکزی با ارتفاع ۱۵۳ متر (با در نظر گرفتن ستون‌پایه) که نمایانگر وِرُکانا بوداست و در معبد فوکوآن استان هِنان کشور چین واقع می‌باشد.

به عنوان نظامی فکری و معنوی، بوداگرایی بر مفاهیمی چون رنج، عوامل ایجاد آن، راه‌های رهایی از رنج و دستیابی به روشنیدگی تمرکز دارد. آموزه‌های این دین بر سه پایهٔ اخلاقیات، تمرکز ذهنی و خردورزی استوار است و پیروان آن در جستجوی شناخت حقیقت و رهایی از چرخهٔ باززایی هستند.

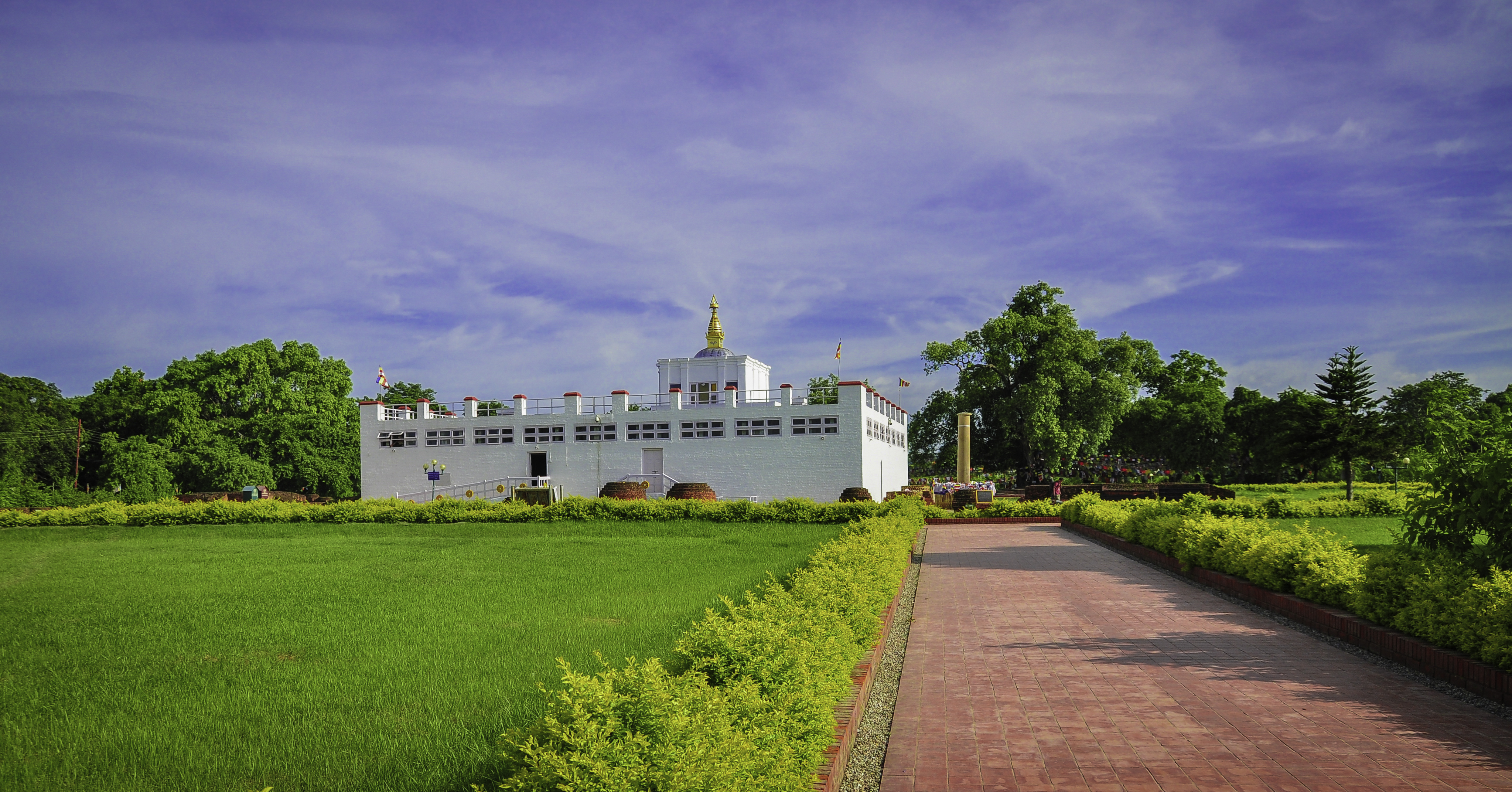
معبد مایادِوی که طبق سنت‌ها گوتاما بودا مؤسس بوداگرایی در آن متولد شد و در استان لومبینی کشور نپال واقع است.

در گذر زمان، این دین به سرزمین‌های مختلف آسیا راه یافت و مکاتب گوناگونی همچون تِرَوادَه، مَهایانَه و وَجرَیانَه را پدید آورد. تأکید بوداگرایی بر صلح، مهربانی و تعادل درونی، اثرات عمیقی بر فرهنگ‌ها و تمدن‌های گوناگون بر جای نهاده است.

## خاستگاه اندیشه‌های بودا
پیرامون سه هزار سال پیش، شاخه‌هایی از آریاییان، از بقیه جدا شده و به سرزمین هند کوچ کردند. پیش از ورود آن‌ها به شبه جزیرهٔ هند، قوم دیگری در آنجا نشیمن داشت که به نام دراویدی معروف است. آریایی‌ها پیرامون ۲۵۰۰ سال پیش یعنی به هنگام زایش بودا در بیشتر سامان‌های شمالی هند جایگزین شده و بر آن نواحی چیره گشته‌بودند.
جامعه هندوستان در زمان بودا به چهار طبقه یا (کاست) بخش می‌شد: راهب‌ها (روحانیان)، کشتریاها (شهریاران و جنگاوران)، وایسیاها (کشاورزان و بازرگانان) و شودراها (خدمتکاران برده). بودا خود به رده کشتریا تعلق داشت ولی اعلام داشت که از دید او همه مردم برابر و پاکزادند.

## آموزه‌های بودا
چکیدهٔ آموزهٔ بودا این است:
ما پس از مرگ در پیکری دیگر باز زاییده می‌شویم. این باززایی ما بارها و بارها تکرار می‌شود. این را چرخه هستی یا زاد و مرگ می‌نامیم. هستی رنج است. زایش رنج است. پیری رنج است. بیماری رنج است. غم و اندوه، ماتم و ناامیدی رنج است. پیوند با آنچه نادلخواه است، رنج است. دوری از آنچه دلخواه است، رنج است؛ و خلاصه این‌که دل بستن رنج‌آور است.

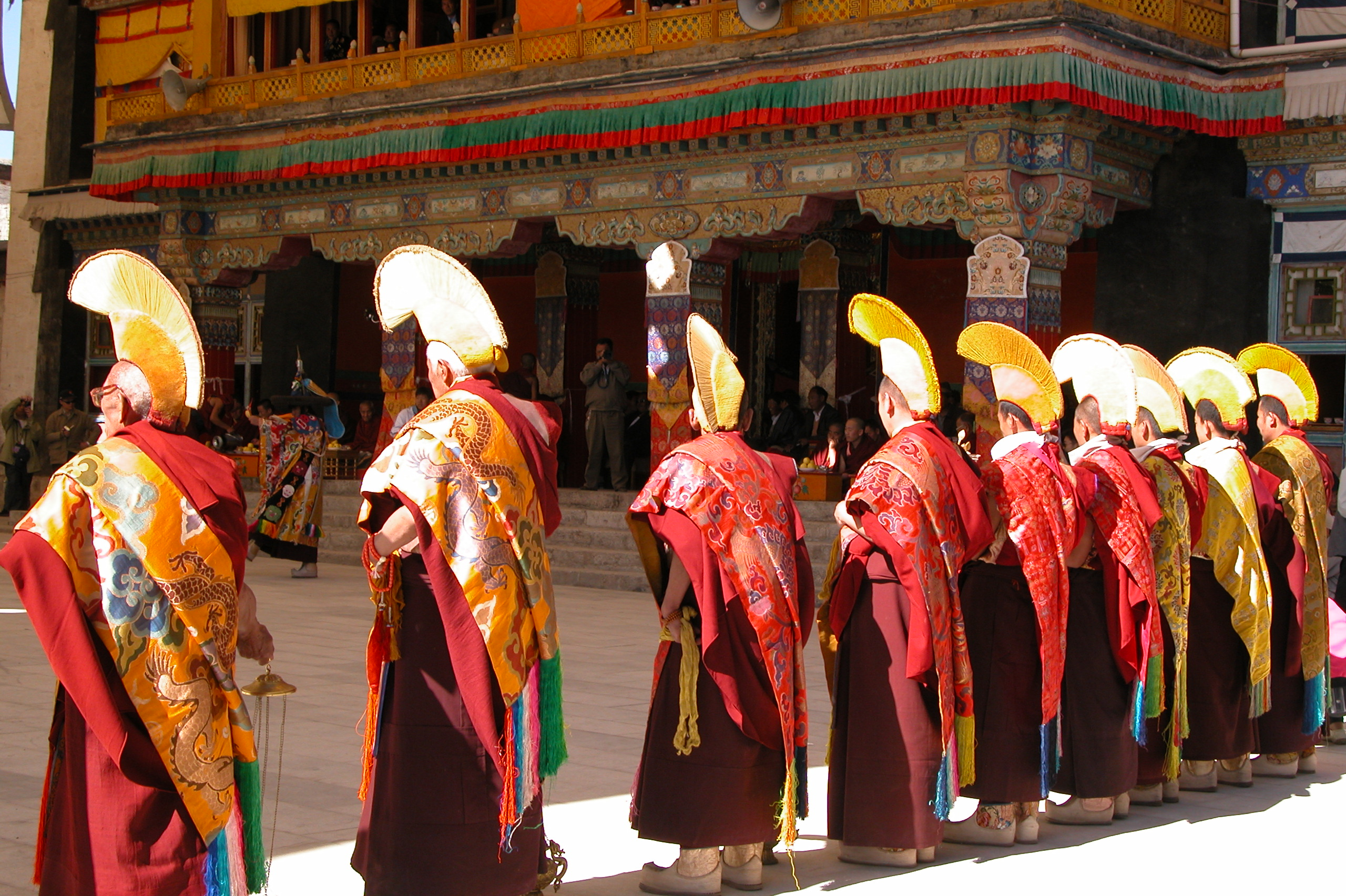
راهبان بودایی شیگاتسه، تبت

از دیدگاه بودا ما اگر خواسته باشیم که از چرخهٔ زاد و مرگ رهایی یابیم، باید گرایش‌های نفسانی را کنار بگذاریم، درستکار باشیم، به حالات خلسه روحی دست پیدا کنیم که این تجربیات باعث مهرورزی ما به همهٔ موجودات و بوندگان می‌شود و سپس از راه این درک‌ها و تمرکزهای ژرف به روشنی و بیداری می‌رسیم و از این دور باطل خارج می‌شویم.

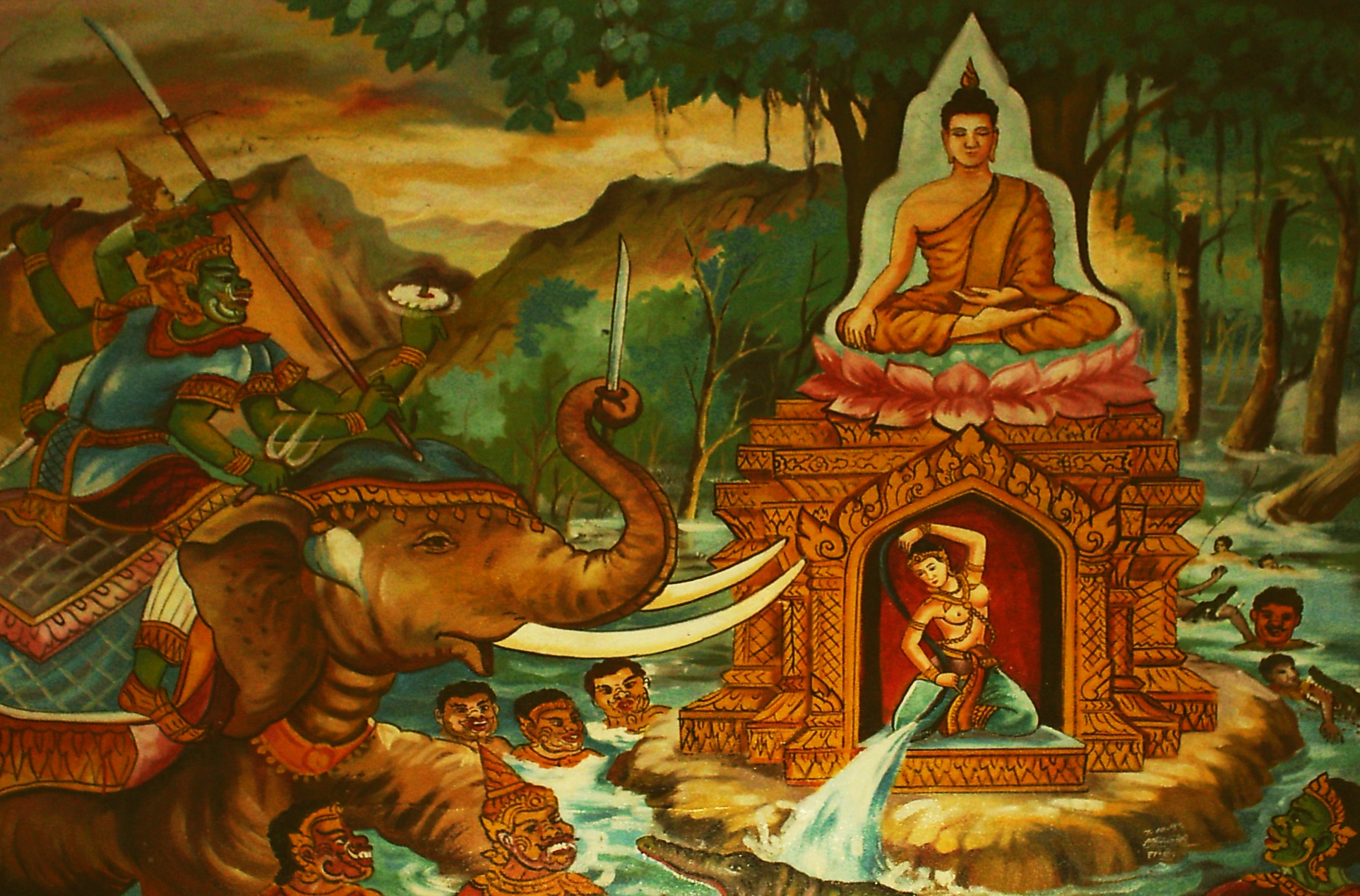
دیوی به نام مارَه سوار بر فیل به سوی گوتاما بودا می‌رود تا او را از دست‌یابی به روشنیدگی بازدارد.

این آموزه‌ها، آیین بودا را تشکیل می‌دهند. بودا خود، آیین خود را مانند قایقی می‌نامد که برای چرخه‌شکنی و رسیدن به ساحل رستگاری به آن نیاز است؛ ولی پس از رسیدن به رستگاری دیگر به این قایق نیز نیازی نخواهد بود. رسیدن به ساحل رستگاری آدمی را به آرامش و توازن مطلق می‌رساند. آن‌جاست که شمع تمامی خواهش‌ها و دلبستگی‌ها خاموش می‌شود. به این روی، این پدیده را در سانسکریت نیروانا یعنی فروخاموشی می‌نامند.
آموزه‌های بودایی بر دریافت درست از واقعیت تأکید دارند.هنگامی که متون بودایی از «وهم» بودن جهان سخن می‌گویند، منظور نفی واقعیت نیست، بلکه اشاره به این است که پدیده‌ها آن‌گونه که می‌نمایند نیستند. همه چیز در حال دگرگونی‌ای پیوسته است.
مفهوم «تُهی‌بودن» نیز به معنای پوچ‌انگاری نیست، بلکه گویای ماهیت هستی از دید بوداگرایی است.بسیاری از مردم بی‌آنکه رسماً بودایی شوند، از آموزه‌های آن بهره می‌برند.
بوداگرایی به هیچ قاره یا گروه قومی خاصی تعلق ندارد.امروزه میلیون‌ها نفر در غرب بوداگرایی را به عنوان راه معنوی خود برگزیده‌اند.نکته قابل توجه این که بسیاری از استادان بودایی در غرب، خود در همان جوامع زاده و پرورش یافته‌اند.در آمریکا علاوه بر بودایی‌های آسیایی‌تبار، افراد از نژادها و قومیت‌های گوناگون به این آیین روی آورده‌اند.
برخلاف ادیان ابراهیمی، بوداگرایی به وجود خدای یکتای آفریننده همه‌چیز باور ندارد.بودای تاریخی انسانی معمولی بود که از راه تمرینات روحانی به حقیقت رنج و راه رهایی از آن دست یافت.

## مفاهیم پایه
| اصطلاح (سانسکریت)                   | برابرهای فارسی                                  | توضیحات |
| ----------------------------------- | ----------------------------------------------- | --- |
| بودی‌ستوه Bodhisattva                | بیدارْجان، رَهروِ روشنایی، بوداسَف                  | در آیین بودای مهایانه، به موجودی گفته می‌شود که به مرز بیداری کامل (بودا شدن) رسیده، اما از روی شفقت و مهری بی‌کران، ورود خود به نیروانای نهایی را به تعویق می‌اندازد تا به همهٔ موجودات دیگر کمک کند تا آن‌ها نیز به رهایی و روشنایی برسند. او قهرمان راه معنوی است که برای نجات دیگران فداکاری می‌کند. |
| سمساره Saṃsāra                      | زادمرگ، گَردونهٔ هستی، چرخهٔ زاد و مرگ، گَردونهٔ رنج | این مفهوم به «چرخهٔ زاد و مرگ» یا گردونهٔ بی‌پایان تولد، زندگی، مرگ و تولد دوباره اشاره دارد. این چرخه به دلیل جهل، وابستگی و نفرت ادامه پیدا می‌کند و در آیین بودا، ذاتاً با رنج (دوکَه) همراه است. هدف نهایی، رهایی از این چرخه است.                                                                   |
| نیروانه Nirvāṇa                     | فروخاموشی، رَهایی مطلق، آرامش غایی               | هدف غایی در آیین بودا. معنای لغوی آن «فروخاموشی» یا «خاموش کردن شعله» است. این شعله‌ها همان حرص، نفرت و جهل هستند که باعث رنج می‌شوند. نیروانا پایان چرخهٔ سمساره و رسیدن به آرامش مطلق، رهایی کامل و درک واقعیت نهایی است.                                                                           |
| درمه Dharma                         | آموزه، آیین، قانون هستی                         | این واژه معانی متعددی دارد اما عمدتاً به دو معنا به کار می‌رود: ۱) آموزه‌های بودا؛ یعنی حقیقتی که بودا کشف و به دیگران تعلیم داد. ۲) قانون بنیادین هستی؛ یعنی نظم طبیعی و کیهانی که جهان بر اساس آن کار می‌کند.                                                                                        |
| کرمه Karma                          | قانون کِردار، کنش و پیامد                        | قانون «کنش و پیامد». این واژه به معنای «عمل» یا «کردار» است و بیان می‌کند که هر عمل ارادی (چه فکری، چه کلامی و چه فیزیکی) پیامدی در پی دارد که در همین زندگی یا زندگی‌های آینده به نتیجه خواهد رسید. این مفهوم با سرنوشتِ از پیش تعیین‌شده فرق دارد و بر مسئولیت فردی تأکید می‌کند.                     |
| پارمیتا Pāramitā                    | کمالات فرارَوَنده، فضیلت‌های متعالی                | به «کمالات» یا فضیلت‌های متعالی گفته می‌شود که یک «بودهیساتوا» باید در خود پرورش دهد تا به بیداری کامل برسد. شش کمال اصلی عبارتند از: بخشندگی، اخلاق، شکیبایی، کوشش، مراقبه و خرد. |
| کلشه Kleśa                          | آلایش‌های ذهنی، زهرهای روان، گرفتاری‌ها           | «آلایش‌ها» یا «زهرهای ذهنی» که موجب رنج و گرفتاری می‌شوند. سه آلایش اصلی عبارتند از: حرص (دلبستگی)، نفرت (بیزاری) و جهل (نادانی). این آلایش‌ها ریشهٔ اصلی کَرمه و چرخهٔ سمساره هستند. |
| پرتیتیه-سموت‌پاده Pratītya-samutpāda | پیدایش وابسته، خاستگاه هم‌بسته                   | این یکی از پیچیده‌ترین مفاهیم بودایی است و به «خاستگاه هم‌بسته» یا «پیدایش وابسته» ترجمه می‌شود. این اصل می‌گوید که هیچ پدیده‌ای به خودی خود و به طور مستقل وجود ندارد؛ بلکه همه چیز در وابستگی به شرایط و عوامل دیگر به وجود می‌آید.                                                                    |
| تته‌گته Tathāgata                    | آن‌چنان‌رفته، دانای راز هستی                      | یکی از القاب اصلی بودا. این واژه دو معنای اصلی دارد: «آن‌چنان‌رفته» (کسی که مانند بوداهای پیشین، مسیر رهایی را پیموده) یا «آن‌چنان‌آمده» (کسی که برای آموزش حقیقت به این جهان آمده). این لقب بر این نکته تأکید دارد که بودا حقیقت را «همان‌گونه که هست» درک کرده است.                                   |
| ماره Māra                           | دیوِ وسوسه، اهریمنِ نفس                           | «مارَه» نماد اهریمنی و تجسم نیروهای شر، وسوسه، مرگ و هر چیزی است که مانع رسیدن به روشنایی می‌شود. او نماد موانع روانی و درونی خود انسان در مسیر معنوی است. |

### چهار حقیقت شریف
آدمی بیمار است. بودا راه درمان این بیماری را درک آن چهار حقیقت می‌داند: حقیقت نخست از چهار حقیقت شریف، تشخیص این بیماری به‌عنوان بیماری رنج در انسان‌هاست. به رسمیت شناختن وجود رنج اهمیت کلیدی دارد. هیچ موجود زنده نمی‌تواند از رنج بگریزد. زایش، بیماری و مرگ همه باعث رنج هستند. رنج می‌تواند جسمانی یا روانی باشد.
حقیقت دوم، دلبستگی‌ها را به‌عنوان باعث و بانی این بیماری باز می‌شناسد. سومین حقیقت، شرایط را سنجیده و اعلام می‌کند که بهبود امکان‌پذیر است. حقیقت چهارم، تجویز دارو برای دست یافتن به سلامت است.
درک این حقایق و اصول، به تمرکز و مراقبه نیاز دارد. این درک باعث احساس مهرورزی نسبت به همهٔ موجودات می‌گردد.
درک چهار حقیقت شریف، هسته اصلی آموزه بودا را تشکیل می‌دهد. این چهار حقیقت شریف عبارتند از:
| رنج Dukkha           | بودا می‌گوید: «زائیده شدن رنج است؛ پیری رنج است؛ بیماری رنج است؛ مرگ رنج است؛ اندوه، زاری و درد، پریشانی و ناامیدی رنج‌اند. نرسیدن به آنچه شخص دوست می‌دارد رنج است؛ سخن کوتاه، پنج بخش دلبستگی رنج است.» ویژگی رنج، یکی از سه نشان هستی trilakṣaṇa است. دوکَه، نه تنها بر رنج به معنای احساس‌های ناخوشایند دلالت دارد، بلکه اشاره است به هر چیزی، چه مادی و چه روانی، که مشروط است، و دستخوش پیدایش و از میان رفتن است، و شامل پنج انبوهه skandha است، و حالت رهایی نیست. پس هر لذت معرفتی رنج است زیرا دستخوش پایان‌یافتگی است. |
| خاستگاه رنج Samudaya | دلیل رنج دیدن، تمایلات نفسانی است. دوُکه به دلیل میل و تشنگی tṛṣṇā پیدا می‌شود. سه نوع تشنگی (میل) قابل بازشناسی است: ۱- تشنگی کام kama tanha که تشنگی حواس پنج‌گانه و تمایل به لذت‌های جسمانی است. ۲- تشنگیِ بودن bhava tanha تمایل به وجود و بقا و باقی‌ماندن وضعیت حاضر و همچنین تمایل به وجود در وضعیت‌هایی دیگر که با واژه‌هایی چون «ای کاش» بیان می‌شود. ۳- تشنگیِ نبودن vibhava tanha که تمایل به نبودن در وضعیت کنونی و همچنین تمایل به نبودن در وضعیتی دیگر است و با واژه‌هایی چون «ای کاش هیچ‌وقت … نباشم.» تمایل به مرگ نیز در این زمره می‌گنجد. تمامی رنج انسانی پیامدی است از این سه شکل از تمایل. این سه تمایل به نوبه خود در پی ناآگاهی و نادانی به وجود می‌آیند، ناآگاهی‌ای که به تشکیل مفهوم «من» در انسان انجامیده است. |
| توقف رنج Nirodha     | بریدن از رنج‌ها با بریدن از تمایلات نفسانی دست‌یافتنی است و این حقیقت سوم می‌گوید که هر انسان توان بریدن از رنج‌ها را در خود دارد. گسست از رنج‌ها را در آیین بودا، روشنایی، بیداری، و خاموشی (نیروانا) شعله رنج نیز می‌گویند. برای رسیدن به این حالت، انسان باید درک کند که راه رسیدن به خوشبختی راستین از طریق دنبال کردن تمایلات و تشنگی‌ها میسر نمی‌شود بلکه با پذیرش واقعیت خود و گسست از تشنگی‌ها به‌دست می‌آید. |
| راه توقف رنج Magga   | راه توقف رنج راه اصیل هشتگانه نام دارد. این راه عبارت است از: دیدگاه درست، نیّت درست، گفتار درست، کردار درست، معاش درست، کوشش درست، اندیشه درست، و تمرکز درست. |

### راه اصیل هشتگانه
راه رهایی از رنج در هشت چیز خلاصه می‌شود که به آن راه اصیل هشتگانه گفته می‌شود. این راه اصیل هشتگانه که نسخهٔ تجویز بیداردل (بودا) برای درمان رنج‌هایی است که همه موجودات دچار آن هستند، خود در سه بخش «اخلاق‌مندی (شیلا)»، «تمرکز روانی (سامادی)» و «بینش (پرگیا)» دسته‌بندی می‌شود، که هستهٔ تمرین‌های روحانی آیین بودا را می‌سازند.
| بخش                 | عوامل هشتگانه  | به سانسکریت و پالی              | توضیح |
| ------------------- | -------------- | ------------------------------- | --- |
| بینش prajñā         | ۱. دیدگاه درست | samyag dṛṣṭi, sammā ditthi      | دیدن واقعیت همان‌گونه که هست نه آن‌گونه که به نظر می‌آید. آگاهی از آیین نیک (دین، مکتب یا مذهب درست و چهار حقیقت شریف). |
| بینش prajñā         | ۲. نیت درست    | samyag saṃkalpa, sammā sankappa | نیت دست‌یابی به توان دست کشیدن و چشم‌پوشی از چیزها. نیت رسیدن به آزادی و بی‌آزاری. |
| اخلاق‌مداری śīla     | ۳. گفتار درست  | samyag vāc, sammā vāca          | شیوه گفتاری که بی‌دروغ و بی‌زیان باشد. خودداری از دروغ‌گویی، بدگویی، درشت‌گویی (ناسزا، متلک، ....) و یاوه‌گویی (حرف از روی نادانی و حرّافی بی‌مورد).                                                                                |
| اخلاق‌مداری śīla     | ۴. کردار درست  | samyag karman, sammā kammanta   | کردار به شیوه‌ای بی‌زیان. خودداری از آزار، کشتار و تبعیض موجودات، خودداری از گرفتن آنچه به تو تعلّق ندارد، رابطه جنسی نامناسب (رابطه با زور، رابطه با فرد متأهل، رابطه با کودکان نابالغ).                                       |
| اخلاق‌مداری śīla     | ۵. معاش درست   | samyag ājīvana, sammā ājīva     | معاشی بی‌زیان. خودداری از مشاغلی که باعث آزار است: اسلحه‌فروشی، حیوان‌فروشی، اِعمال و تلقین نظر به دیگران (به هر اسمی، حتی به اسم گسترش آیین یا هدایت) به‌ویژه اگر با زور و ارعاب باشد، رباخواری، کلاه‌برداری، رمالی، جادو و غیره. |
| تمرکز روانی samādhi | ۶. کوشش درست   | samyag vyāyāma, sammā vāyāma    | کوشش برای بهبود. گام نخست: دور ماندن از خواسته‌های ناشایست همراه با شکوفاکردن تمایلات خوب. گام دوم: غلبه کامل بر عادات ناشایست همراه با ایجاد عادات نیک.                                                                      |
| تمرکز روانی samādhi | ۷. اندیشه درست | samyag smṛti, sammā sati        | رسیدن به آگاهی که از طریق آن بتوان اصل واقعیت چیزها را با ذهنی بازدید. آگاه‌بودن از واقعیت موجود در درون خود، بدون میل و نیاز یا بیزاری از آن. اندیشه آزاد از کام و شهوت، آزاد از بدخواهی و آزاد از ستمگری.                   |
| تمرکز روانی samādhi | ۸. تمرکز درست  | samyag samādhi, sammā samādhi   | مراقبه یا تمرکز صحیح که از آن به عنوان چهار درون‌پویی Dhyāna نخست یاد شده است. ذکرگویی چندان توصیه نشده ولی ممنوع نیست. |

#### بینش
بخش آخر راه هشت‌گانه، یعنی جهان‌بینی درست و پندار درست، تشکیل‌دهندهٔ بینش (پرگیا) است. رسیدن به بینش یا به عبارتی حکمت اعلا، در آیین بودا به معنی یافتن دسترسی مستقیم به واقعیت نهفته در پشت چیزها و یافتن بینشی فراسوی هرگونه شناخت است. این گام پس از گام‌های درست‌کاری و یک‌دلی می‌آید و نتیجهٔ یک درون‌پویی ویژهٔ بودایی است. جهان‌بینی درست، همان درک کامل چهار حقیقت شریف و پندار درست، همان مهرورزی و عشق است که ذهن را از شهوت، بدخواهی و ددمنشی می‌پالاید. این‌ها راه را برای رسیدن به بینش فراشناخت هموار می‌سازند.

#### اخلاق‌مندی
اخلاق‌مندی که در راه هشت‌گانه به گونهٔ گفتار درست، کردار درست و معاش درست آمده، دستورهایی اخلاقی مانند خودداری از کشتن و دروغگویی را در بر می‌گیرد. یک بخش از درست‌کاری در آیین بودایی، مربوط به بخشش می‌شود. این بخشش تنها به مواردی مانند صدقه دادن و سخاوت‌مندی محدود نمی‌شود و معنی مشخص دینی دارد؛ یعنی تأمین نیازمندی‌های روزانه جامعه راهبان بودایی (سنگ‌ها). راهبان بودایی نیز به نوبه خود به دهش می‌پردازند. دهش آن‌ها، بالاترین دهش‌ها یعنی آموزش آیین بودا (دارما) است.

#### تمرکز روانی
مفهوم دوم راه هشت‌گانه یعنی دل را یک‌دله کردن یا کار کردن بر روی تمرکز است که سه بخش کوشش درست، توجه درست و تمرکز درست را در بر می‌گیرد. در این مرحله تمرکز شدیدی دست می‌دهد که در آن اندیشنده، با موضوع اندیشه یکی می‌شود. این پدیده، شهود و رسیدن به فراشناخت نیست، بلکه یک پدیدهٔ روانی است. این‌کار از راه یوگا و درون‌پویی انجام می‌گیرد. بوداگرایی همانند دیگر کیش‌های هندی، ذهن را ابزار بنیادین رهایی می‌داند و بر ورزیدگی درست ذهن تأکید می‌کند. آماج کوشش درست، یکپارچگی ذهنی و جلوگیری از پراکندگی اندیشه است. توجه درست، باعث آگاهی از احساسات و آگاهی از کنش‌های بدن و ذهن می‌شود. این تمرینات سرانجام ما را به تمرکز درست می‌رساند که رسیدن به حالات گوناگون آگاهی‌های خلسه‌آمیز در حین درون‌پویی (مراقبه) است و با آزمودن خشنودی بزرگی همراه است. رسیدن به این حالات را درون‌نگری (دیانا) می‌نامند.

## سوتراها
سوتراها مجموعه نوشته‌هایی است که از سخنان بودا گوتاما جمع‌آوری شده.

## ساختار جهان

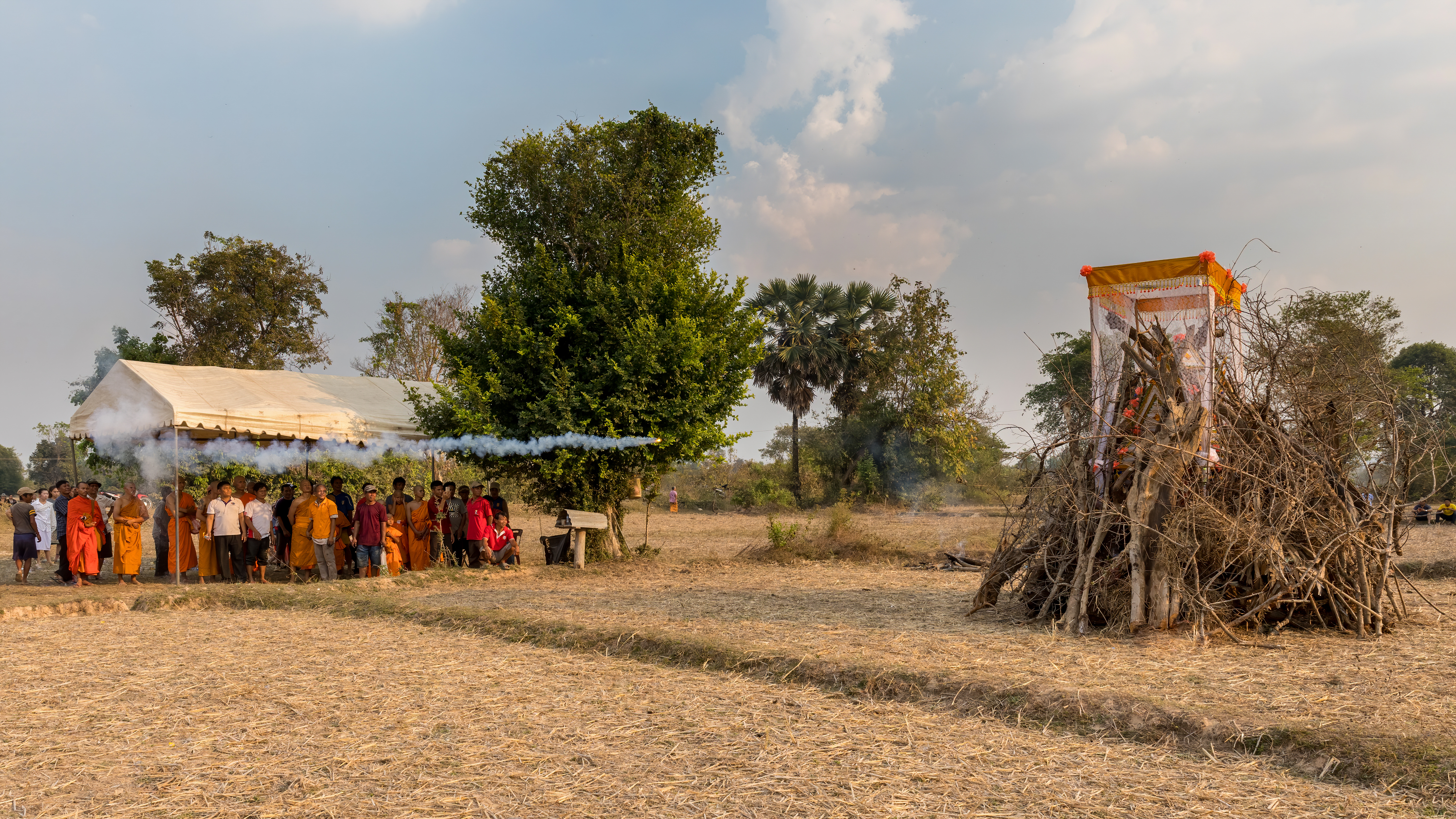
نگاره‌ای از مراسم سوزاندن جسد فردی مطابق تعالیم آیین بودایی در روستایی در سی فان دون، لائوس.

طبق سوتراها که گفته‌های جمع‌آوری‌شدهٔ بودا هستند، جهان از طبقات مختلف ساخته شده است و هر طبقه از طبقهٔ بالاتر و پایین‌تر، فاصله دارد. در مرکز عالم، جهانی وجود دارد به نام «سومِرو». در مرکزِ سومرو قله‌ای برافراشته شده است که بالای آن مثل کوه‌های معمولی تیز نیست بلکه سرزمینی مسطح و پهناور است. دور تا دورِ این کوه بلند را اقیانوسی دربرگرفته است. بر روی آن سرزمینِ مسطحِ بالای کوه و نیز روی دامنهٔ کوه و همچنین در این اقیانوس، خدایان و موجودات گوناگونی زندگی می‌کنند که نام آن‌ها در کتاب‌های بودایی آمده است. اقیانوسی که کوه مرکزیِ سومرو را احاطه کرده است خودش توسط یک رشته‌کوه که گرداگرد آن را فراگرفته محاصره شده است و آن رشته‌کوه هم توسط یک اقیانوس احاطه شده است. به همین ترتیب رشته کوه‌ها و اقیانوس‌ها به شکل دایره‌های بزرگ و بزرگتر، دورادورِ این کوه مرکزی قرار دارند. آخرین اقیانوس که بسیار وسیع است در خود، چهار قاره دارد؛ ولی به دلیل وسعت زیادِ این اقیانوس، این قاره‌ها بیش از جزایری کوچک در این اقیانوس عظیم به نظر نمی‌آیند. این اقیانوس آنقدر بزرگ است که نمی‌توان بین این قاره‌ها به‌راحتی رفت‌وآمد کرد. یکی از این قاره‌ها، قاره‌ای است که ما انسان‌ها روی آن زندگی می‌کنیم. این قاره شبیه مثلثی است که نوکِ تیز آن به سمت جنوب است. اقیانوس، خودش توسط یک رشته کوهِ دایره‌ای شکل محاصره شده است و پس از آن، پایان دنیای سومرو است. بر بالای کوه سومرو، کاخ‌ها و باغ‌های خدایان قرار دارد. از این جهت آن‌ها را خدا می‌نامند که عمری طولانی‌تر از ما دارند و در دنیای بهتری زندگی می‌کنند. در زیرِ زمین، طبقات متعددی وجود دارد که به این دنیاهای زیرِ زمینی «ناراکا» می‌گویند. موجودات بر اساس کارمایی که به دست می‌آورند گاهی باید در این دنیاها به دنیا بیایند و تا مدتی در آن بمانند تا نتیجهٔ کارمای آن‌ها کامل شود. در این دنیاهای زیرِ زمینی، افراد با ترس و ناامیدی شدیدی زندگی می‌کنند. هشت طبقه از ناراکاها سرد وهشت طبقه داغ است. دوره‌های زندگیِ موجوداتی که در هر طبقه به دنیا می‌آیند ۲۴ برابر دورهٔ زندگی طبقهٔ بالاتر از آن است. پایین‌تر از پایین‌ترین ناراکا، زمینی از طلا وجود دارد که وزن تمام این دنیاهای بالایی را تحمل می‌کند که آن هم روی لایه‌ای از آب است. آن هم روی لایه‌ای ضخیم از هوا و باد قرار دارد. این لایهٔ باد، بسیار وسیع است و ۱۰۰۰ دنیا مثل این دنیا که گفته شد را روی خود جای داده است. بزرگی و طول عمر کل جهان نامحدود است؛ یعنی تعداد جهان‌ها بی‌شمار و بی‌نهایت است و آغاز و پایانی هم برای عمر کلِ عالَم نیست. اما هر جهانِ کوچک برای خودش طول عمر محدودی دارد؛ یعنی هر جهان، به وجود می‌آید، مدتی می‌ماند و سپس رو به ویرانی می‌گذارد و در نهایت به کلی نابود می‌شود آن گاه دوباره از نو به‌وجود می‌آید و این به صورتِ بی‌پایان ادامه دارد. تنها چیزی که نابود نمی‌شود «نیروانا» یا همان خوشیِ ناشی از بیداری و روشنی برای کسی است که به این مقام یعنی مقام بودایی رسیده باشد.
طبقات بالاتر از سومرو مخصوص زندگیِ خدایانِ بزرگ‌تر و با طول عمر بیشتر است. بیشتر این خدایان چیزی خلق نمی‌کنند اما در یکی از طبقات بالایی «برهمای بزرگ» حضور دارد. او خالقِ جهان سومرو است. این برهمای بزرگ، خودش از جهان‌های بالاتر از خود آمده است. در حقیقت او در طول زندگی‌اش در جهان‌های بالاتر، قدری از شایستگی‌اش را از دست داده و بعد از مرگ، در جهانی پایین‌تر متولد شده و دست به خلقتِ جهانِ پایین‌تر از خود زده است. بالاترین جهان مخصوص کسانی‌ست که بهترین نتیجه را از زندگی خود گرفته‌اند و کارمای خوبی به دست آورده‌اند. کل هستی خالقی ندارد.

## شاخه‌ها
بوداگرایی از دیدگاه شمار پیروان، پس از مسیحیت، اسلام و هندوگرایی چهارمین دین جهان است. آیین بودا به سه شاخه اصلی بخش می‌شود. شاخه بزرگ‌تر مهایانه و شاخهٔ سنتی‌تر اما کوچک‌تر تراوده نام دارد. شاخه سومی نیز به نام وجره‌یانه با جنبه‌های صوفیانه در تبت، بوتان، و مغولستان رایج است. تراوده بر اهمیت بودای تاریخی یعنی سیدارتا گوتما تأکید دارد. آیین بودایی در پی رویدادهای تاریخی از هند و نپال رخت بربست و به سوی سرزمین‌های شرقی کوچید. کشورهای جنوبی‌تر مانند سری‌لانکا، کامبوج، لائوس، تایلند و برمه پیرو شاخهٔ تراوده و شمالی‌ترها مانند چین، ژاپن، کره، ویتنام، سنگاپور و تایوان پیرو گونه‌هایی از کیش مهایانه هستند. بیشترین گسترش آیین بودایی زمانی رخ داد که آشوکا شاه به این دین گروید و به گستراندن آن مشغول شد.
| تراوده Therāvada   |  | تِراوَدَه کیشی است که آموزه‌های سنتی و اصلی بودا را دنبال می‌کند. واژه تراوده نیز به معنی «سنت قدما» است. از آنجا که این شاخه از دین بودا از هندوستان به سوی جنوب و سری‌لانکا رواج پیدا کرد به آن «بودیسم جنوبی» هم گفته‌اند. تراوده بیشتر در جنوب شرق آسیا رایج است و به‌طور کل ۳۸ درصد از بوداییان پیرو شاخه تراوده هستند. در قیاس با کیش دیگر بودایی که مهایانه (راه‌بَرنده بزرگ) نام دارد به تراوده هینه‌یانه (راه‌برنده دون‌پایه) هم گفته‌اند که به خاطر تحقیرآمیز بودن استفاده کمتری دارد. تأکید تراوده بر دست‌یابی به حالتی است که فرد از رنج کشیدن رها شده و و تبدیل به یک بی‌مرگ Arhat شود. بی‌مرگ‌ها توانسته‌اند با رهایی از سه مانع یعنی طلبیدن، خشم، و افکار واهی به حالت خاموشی کامل Nirvana شعله این سه برسند. بی‌مرگ از ۱۰ زنجیری که او را به تولد ادواری Saṃsāra می‌بندد وارسته است. در حالی که در کیش مهایانه، رهاشدگان از رنج که اصطلاحاً بوداسَف Bodhisattva (به معنای بیداروجود) نامیده می‌شوند به خاطر مهرورزی به تمامی موجودات در آستانه «فراسو» باقی می‌مانند تا بتوانند به بقیه نیز برای رسیدن به بیداری یاری برسانند بی‌مرگ‌های تراوده چنین نیستند و به صورت فردی به قلمرو «بیداری‌ها» می‌روند. |
| مهایانه Mahāyāna   |  | مَهایانَه کیشی است از دین بودا که بیشتر در تبت و خاور دور رایج است و ۵۶ درصد از تمامی بوداییان از آن پیروی می‌کنند. واژه مهایانه به معنای راه‌بَرنده بزرگ است و به این کیش، راه بیداروجودها Bodhisattvayāna هم گفته شده است. بر پایه آموزه‌های مهایانه، انگیزه فرد از پیمودن راهِ نجات‌یافتن از رنج‌ها و رسیدن به «بیداری»، باید کمک به تمامی موجودات برای رهایی از رنج‌ها باشد. این انگیزه اصطلاحاً بیدارروانی Bodhicitta نامیده می‌شود. برخلاف رهاشدگان تراوده که بی‌مرگ Arhat نام دارند و به فراسو می‌روند، رهاشدگان مهایانه‌ای که اصطلاحاً بوداسَف Bodhisattva (به معنای بیداروجود) نامیده می‌شوند به خاطر برخورداری از بیدارروانی و در نتیجه، مهرورزی به تمامی موجودات، در آستانه «فراسو» باقی می‌مانند تا بتوانند به بقیه نیز برای رسیدن به بیداری یاری برسانند. |
| وجره‌یانه Vajrayāna |  | وجره‌یانه سومین کیش در دین بودا است که ۶ درصد از پیروان این دین را به خود اختصاص می‌دهد. وجره‌یانه عمدتاً در تبت، بوتان، و مغولستان رایج است و در بوتان آیین رسمی کشور است. وجره‌یانه جنبه‌های صوفیانه دارد و بر خواندن ورد و افسون‌ها تأکید دارد. واژه وجره‌یانه به معنای راه‌بَرنده الماس است. منظور از الماس همان حق و واقعیت است. به وجره‌یانه، بوداگرایی افسون گرا Tantric، بوداگرایی نهان‌گرا، و راه آذرخش هم گفته می‌شود. در سنت وجره‌یانه، پیر (لاما) به‌عنوان راهنما و مرشد و پشتیبان نقش بزرگی در رسیدن به رهایی از رنج‌ها ایفا می‌کند و از این رو این مکتب را لاماگرایی یا لامائیسم هم نامیده‌اند. پیر بزرگ را هم در این مکتب در تبت دالایی لاما می‌نامند. برعکس مهایانه و تراوده که می‌گویند حالت بیداری توصیف‌پذیر نیست، پیروان وجره‌یانه معتقدند که می‌توان از راه آیین‌های صوفیانه و به یاری وردخوانی Mantra، اشاره‌های راز آمیز دست معروف به دست‌نشانه‌ها Mudra و دوایر کیهان‌نما Mandala با حالت بیداری تماس برقرار کرد و حتی در طول یک زندگی به رهایی از رنج‌ها و بیداری رسید. |

## برآورد جمعیتی سال۲۰۲۰
۹۱٫۲٪ جمعیت ۳۲۴٬۱۹۰٬۰۰۰ نفری بودایی‌ها به‌ترتیب بیشترین جمعیت، در ۱۰ کشور تایلند، چین، میانمار، ژاپن، ویتنام، کامبوج، سریلانکا، کره جنوبی، هند و مالزی متمرکز است.بودایی‌ها ٪۴٫۱ جمعیت جهان را تشکیل می‌دهند.تایلند بیش از شصت،  چین بیش از پنجاه، میانمار و ژاپن هرکدام بیش از چهل، ویتنام بیش از بیست، کامبوج و سریلانکا هرکدام بیش از ده، و کره جنوبی و هند و مالزی هرکدام بین شش تا ده میلیون بودایی را در خود جای داده‌اند.

## آیین بودایی و ایران
- سکه‌ای از پیروز پسر اردشیر ساسانی یافت شده که در آن وی از ارج‌گذاری خویش نسبت به دو دین زرتشتی و بوداگرایی خبر می‌دهد.[نیازمند منبع]
- در سدهٔ ۶ زایشی یک رشته داستان‌های بودایی به نام جاتاکا از روی ویرایش هندوی آن‌ها به نام «پنچا تنترا» به پارسی میانه ترجمه شد و «کلیلگ و دمنگ» نام گرفت. در سدهٔ ۸ زایشی ابن مقفع آن داستان‌ها را به عربی برگرداند و نام کلیله و دمنه بر آن‌ها نهاد. ترجمه‌های لاتین و یونانی آن کتاب بعدها در سدهٔ ۱۴ پایهٔ داستان‌های آسوپ نوشتهٔ یک راهب بیزانسی را تشکیل داد.[نیازمند منبع]
- آیین بودایی در خراسان بزرگ تا اندازه‌ای ریشه گرفته بود و یکی از کانون‌ها و نیایش‌گاه‌های بزرگ آن در صومعهٔ بودایی بلخ بود. این صومعه به سانسکریت، «ناوا ویهارا» نام داشت که معنی آن «صومعهٔ نو» است. این نام در فراگویی پارسی‌زبانان به گونهٔ نوبهار درآمد. لقبی که به گردانندگان این صومعه در زبان سانسکریت داده بودند، «پراموکها» به معنی «سرور» بود و نام خانوادهٔ برجستهٔ ایرانی برمکیان از همین لقب گرفته شده است. برمکی‌ها عهده‌دار و گردانندهٔ این نیایش‌گاه بودایی بودند.[نیازمند منبع]
- به تازگی روزنامه آساهی ژاپن از قول یک باستان‌شناس برجسته ژاپنی به نام «نوگوچی» از یافته شدن ۱۹ تندیس بودا در استان فارس گزارش داد. در گزارش دیگری از شبکه «بودیست نیوز» درازای این تندیسها میان ۵ تا ۲۰ سانتیمتر و جنس آن‌ها از گچ و گل اعلام شده است.[نیازمند منبع]
- برخی از پژوهشگران استدلال می‌کنند که آیین بودایی ریشهٔ ایرانی دارد. بر این بنیاد آیین بودایی ریشه در متافیزیک ایرانی و به ویژه دین زرتشتی دارد؛ بنابراین این دسته از پژوهشگران ریشهٔ هندی آیین بودایی را رد می‌کنند. چنین فرضیه‌ای بسیاری از فرضیه‌های سنتی در مورد آیین بودایی و خاستگاه آن و همچنین فرضیه‌های سنتی در پیرامون زمینهٔ تاریخی و سیاسی ان را به چالش کشیده است.[۲۴]
- بر پایهٔ پژوهش‌هایی توسط راناجیت پال، بودا از شاهزادگان ایرانی‌تبار بوده است. بنا بر داستان‌های بودایی، سیدارتا (واژه سیدارتا به معنی کمال جو است) شاهزاده‌ای بود به نام سیدارتا گوتما از تیره شاکیا ایل ساکی در منطقه کاپیلاواستو در نپال امروزی می‌زیست. گوتاما بودا ملقب به ساکیامونی یا رئیس قبیله ساکی در هند بود و نام یک شاهزاده ساکی از قوم سکا می‌باشد. او در باغ‌های لومبینی در نپال کنونی به دنیا آمد.[۲۵][۲۶]

## کتب
- پاشایی، ع. ۱۳۸۰. فراسوی فرزانگی (پرَگیا پارَمیتا). نشر نگاه معاصر.
- لانداو، جاناتان، بودیان، استفان، و بونمان، گودرون. ۲۰۱۹. بوداگرایی به‌زبان آدمیزاد. [به انگلیسی.] ویرایش دوم. فور دامیز.
- نثاری حقیقی‌فرد، شیما. ۱۳۹۰. از آیین هندو، بودا تا بینهایت. انتشارات مهر امیرالمؤمنین.